# Alternaria tomatophila
Alternaria tomatophila är en svampart som beskrevs av E.G. Simmons 2000. Alternaria tomatophila ingår i släktet Alternaria och familjen Pleosporaceae.   Inga underarter finns listade i Catalogue of Life.